# Taman Sari (Dżakarta Zachodnia)
Taman Sari – dzielnica Dżakarty Zachodniej. Jedna z dwóch dzielnic (obok dzielnicy Tambora), przez które rozciąga się dżakartańskie stare miasto. 

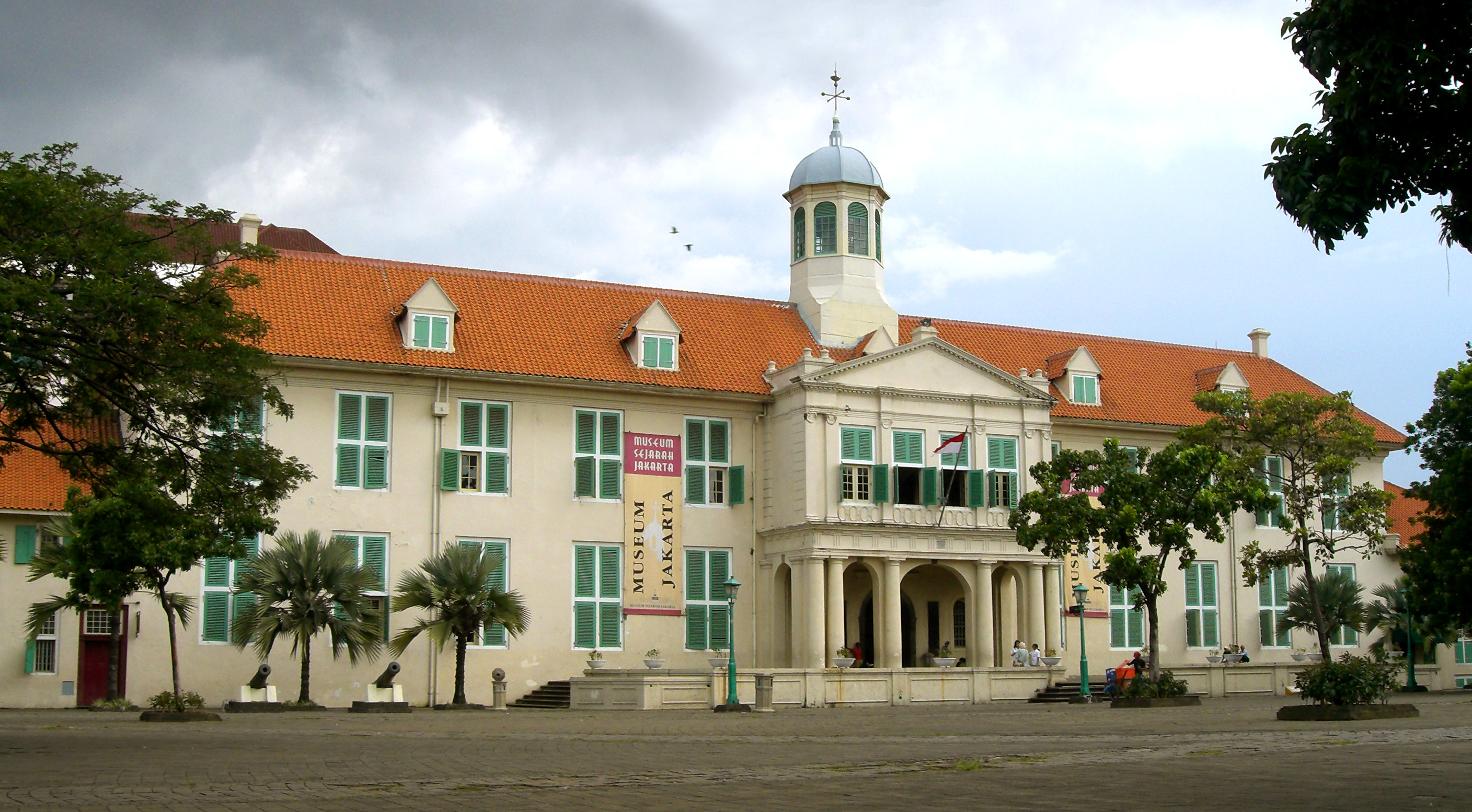
Dawny ratusz miejski Batavii z czasów kolonialnych. Obecnie Muzeum Historii Dżakarty (Fatahillah Museum)

## Podział
W skład dzielnicy wchodzi osiem gmin (kelurahan):
- Pinangsia – kod pocztowy 11110
- Glodok – kod pocztowy 11120
- Keagungan – kod pocztowy 11130
- Krukut – kod pocztowy 11140
- Taman Sari – kod pocztowy 11150
- Maphar – kod pocztowy 11160
- Tangki – kod pocztowy 11170
- Mangga Besar – kod pocztowy 11180